# Schottische Badmintonnationalmannschaft
Die schottische Badmintonnationalmannschaft repräsentiert Schottland in internationalen Badmintonwettbewerben. Sie ist Badminton Scotland unterstellt. Die Mannschaft tritt als reines Männerteam (Thomas Cup), reines Frauenteam (Uber Cup) oder als gemischte Mannschaft (Sudirman Cup) auf.

## Teilnahme an Welt- und Kontinentalmeisterschaften
| Thomas Cup - 1970 – Interzone - 1973 – Interzone - 1976 – Interzone - 1979 – Interzone - 1982 – Interzone - 1984 – Qualifikation - 1988 – Qualifikation | Uber Cup - 1969 – Interzone - 1972 – Interzone - 1975 – Interzone | Sudirman Cup - 1989 – 15. - 1991 – 13. - 1993 – 13. - 1995 – 14. - 1997 – 15. - 1999 – 12. - 2001 – 14. - 2003 – 14. - 2005 – 21. - 2007 – 19. - 2009 – 21. - 2013 – 10. |